# بازیگر (فیلم ۱۹۷۰)
اشک و لبخند (به هندی: Abhinetri) فیلمی محصول سال ۱۹۷۰ و به کارگردانی سوبده موکرجی است. در این فیلم بازیگرانی همچون شاشی کاپور، هما مالینی، نیروپا روی ایفای نقش کرده‌اند.